# Ґроут Ребер
Ґроут Ребер (англ. Grote Reber; 22 грудня 1911 — 20 грудня 2002) — американський радіоінженер, один з основоположників радіоастрономії.

## Біографія
Ґроут Ребер народився у Вітоні, передмісті Чикаго. У 1933 він отримав у Арморовському технологічному інституті (нині Іллінойський технологічний інститут) фах радіоінженера.
Ґроут був радіоаматором (ex-W9GFZ) і працював на різних радіо-виробників у Чикаго з 1933 року по 1947-й. Інтерес до радіоастрономії виник у нього після знайомства в 1933 з роботами Карла Янського про радіовипромінювання неба. Він звернувся до «лабораторії Белла», де працював у той час Янський, але отримав відмову, тому що то були часи Великої Депресії, і вільних робочих місць не було.

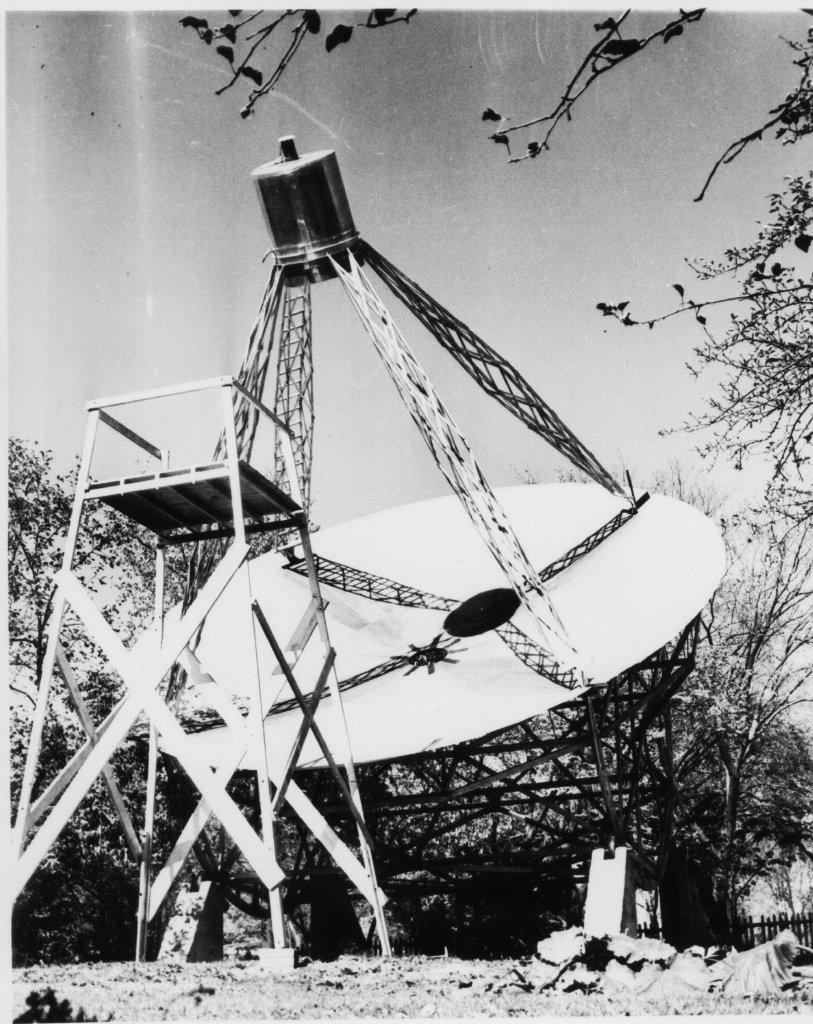
Перший у світі радіотелескоп

Тоді Ребер вирішив побудувати власний радіотелескоп на задньому дворі свого будинку у Вітоні. Перший у світі радіотелескоп являв собою параболічне дзеркало з металу діаметром 9,5 метрів, що збирав сигнал на радіоприймач, який містився за 8 метрів над дзеркалом. Конструкція була встановлена на похилій стійці і не могла обертатися, проте її можна було спрямувати в будь-яку точку неба. За допомогою свого пристрою Ґроут Ребер склав першу карту неба Північної півкулі в радіодіапазоні.

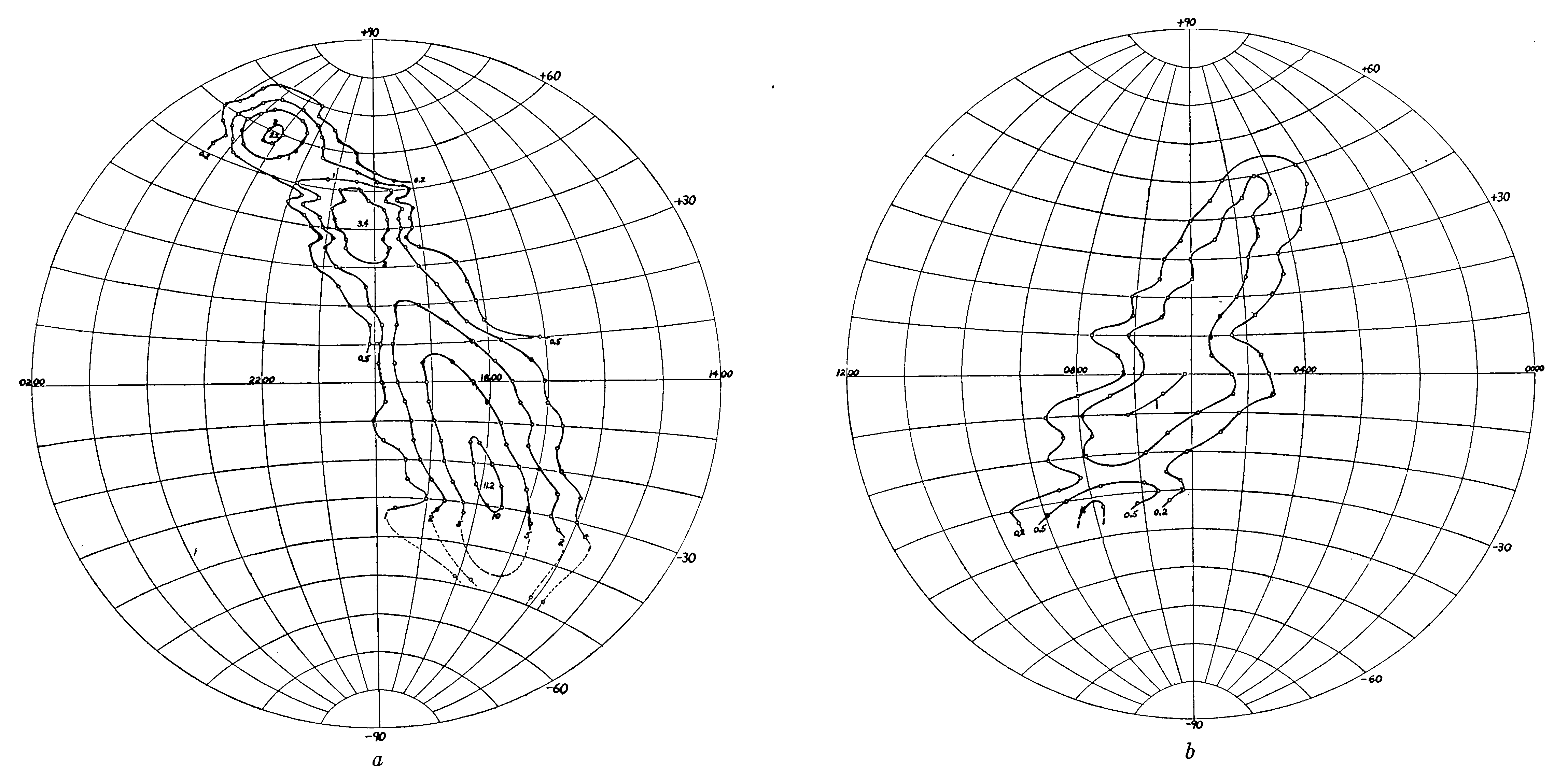
Радіокарти небосхилу, отримана Ґроутом Ребером у 1944

1948 року Ґроут Ребер почав працювати в Національному бюро стандартів. Ребер продовжив дослідження космічного радіовипромінювання, розпочаті Карлом Янським в 1932; до початку 1940-х років віе був єдиним, хто вів радіоастрономічні спостереження. Підтвердив результати Янського про радіовипромінювання Чумацького Шляху, використовуючи коротші хвилі (1,8 м). 1942 року опублікував першу радіокарту неба; в 1944 першим повідомив про відкриття радіовипромінювання Сонця, яке в 1942 спостерігали також Дж. С. Хей і Дж. Саутворт; в 1946—1948 вивчив і описав спалахи сонячного радіовипромінювання, знайшов, що їхня тривалість пропорційна довжині хвилі. У наступні роки брав участь в експедиціях радіоастрономічних на Гавайські острови і Тасманію.
З кінця 1950-х і до самої смерті 20 грудня 2002 Ребер жив на австралійському острові Тасманія, де продовжував астрономічні радіоспостереження.
Медаль Кетрін Брюс Тихоокеанського астрономічного товариства (1962).

## Пам'ять
На його честь названо:
- Астероїд 6886 Ґроут
- Медаль Ґроута Ребера[7]
- Відкритий 20 січня 2008 музей радіообсерваторії Маунт Плезант[8]

## Виноски
1. 1 2  Gran Enciclopèdia Catalana — Grup Enciclopèdia, 1968.
2. ↑  Brozović D., Ladan T. Hrvatska enciklopedija — LZMK, 1999. — 9272 с.
3. ↑  NNDB — 2002.
4. ↑  Dr. Jansky's Study of Static and a New Theory — Industry's Debt to X-… — Free Preview — The New York Times. Архів оригіналу за 21 жовтня 2012. Процитовано 19 листопада 2011.
5. ↑  Алексей Левин. Слушая Вселенную. Архів оригіналу за 7 квітня 2012. Процитовано 19 листопада 2011.
6. ↑  Reber G. Cosmic Static // Astrophys. J.. — November, 1944. — Т. 100. — С. 279—287.
7. ↑  Queen Victoria Museum and Art Gallery. Архів оригіналу за 16 квітня 2010. Процитовано 19 листопада 2011. [Архівовано 2010-04-16 у Wayback Machine.]
8. ↑  Museum marks life of first radio astronomer [Архівовано 2 червня 2008 у Wayback Machine.], Australian Broadcasting Corporation, 18 січня 2008